# Nouvelle-Biscaye
Ne doit pas être confondu avec Nueva Vizcaya.

Frontières de la province de Nouvelle-Biscaye (Nueva Vizcaya, au centre-Nord) au sein du vice-royaume de Mexique (carte administrative de 1819).

La Nouvelle-Biscaye (Nueva Vizcaya en espagnol), fut la première province du Nord du Mexique, à l'époque Nouvelle-Espagne, à avoir été explorée et habitée par les Espagnols. Une province des Philippines porte également ce nom.

## Nouvelle-Espagne
Parfois nommée royaume de Nouvelle-Biscaye, elle est le cœur de la région frontière du nord pendant près de 250 ans. Lors des premières années du peuplement, le nom désigne le territoire situé au nord de l'actuel État de Zacatecas. La province comprenait les actuels États mexicains de Chihuahua et Durango, puis, à une autre époque, une partie des États actuels de Sinaloa, Sonora, et Coahuila. 
Ce territoire fut exploré par Nuño de Guzmán en 1531, José de Angulo en 1533, et Ginés Vázquez de Mercado en 1552. Francisco de Ibarra explore la région en 1554, c'est peu après que commencent les activités minières et que s'implantent les premières missions. En 1562 Ibarra est chargé de coloniser la région, alors considérée comme la province la plus septentrionale de Nueva Galicia. Ibarra commence à établir des colonies de peuplement et organise la région qu'il nomme Nouvelle-Biscaye d'après sa province d'origine, la Biscaye en Espagne. La capitale de la province, Durango, est ainsi nommée car il s'agit du lieu de naissance d'Ibarra (Durango, en Biscaye).
Ce n'est qu'en 1595 que la première expédition, dirigée par Juan Pérez de Oñate y Salazar, d'exploration et de colonisation des territoires situés au nord du Rio Grande, et dès lors appelés Nouveau-Mexique, est officiellement autorisée par le roi d'Espagne Philippe II, par l'intermédiaire du vice-roi de Nouvelle-Espagne Luis de Velasco. Durant les deux siècles suivants, les expéditions et les missionnaires partis de Nouvelle-Biscaye peuplent l'actuel Nouveau-Mexique, fondent Parras et Saltillo, puis contribuent au développement des actuels États de Sonora et Sinaloa.

## Mexique
La Nouvelle-Biscaye restera une intendance après la guerre d'indépendance du Mexique et sera partagée en deux États en 1824, Chihuahua et Durango.

## Source
- (en) Oakah L. Jones, Nueva Vizcaya: Heartland of the Spanish Frontier, University of New Mexico Press, 1988 (ISBN 978-0-8263-1075-0, lire en ligne)